# Aiterach
Die Aiterach oder Aitrach ist ein rechter Nebenfluss der Donau in Bayern, mit einer Länge von 39 km.
Die Aiterach ist ab der Einmündung des Kirchholzgrabens bei Dengkofen in der Gemeinde Mengkofen bis zu ihrer Mündung in die Donau nördlich von Ittling auf einer Länge von 28,09 Kilometern ein Gewässer zweiter Ordnung.

## Name
Die Bedeutung des Namens leitet sich aus dem indogermanischen oid für anschwellen und dem althochdeutschen Begriff aha für Wasser ab. Der Flussname bedeutet also so viel wie „anschwellendes Wasser“. Der Fluss war namensgebend für den Ort Aiterhofen (Hof an der Aiterach).

## Verlauf
Die Aiterach entspringt an der Ostseite von Pram in der Gemeinde Bayerbach b.Ergoldsbach und mündet bei Flusskilometer 2314,2 nördlich des Straubinger Stadtteils Unteröbling in die Donau. Auf dem letzten Teilstück von knapp 1,8 km verläuft rechtsseitig parallel der Aiterachkanal, zumeist in einer Entfernung von 45 Metern, die dann aber bei einer Linksschleife der Aiterach bis auf 360 Meter anwächst, und mündet 200 Meter unterhalb der Aiterach in die Donau.
Im Tal der Aiterach verlaufen die Staatsstraßen St 2138 von Mühlhausen bis Mengkofen und St 2141 bis Salching sowie bei Aiterhofen die B 20 für einige Kilometer.

## Renaturierung
2016 nahmen die Vereinten Nationen die 130 Hektar fläche umfassende renaturierte Auenlandschaft Aitrach-Aue bei Salching und Aiterhofen in die Liste der Projekte der UN-Dekade Biologische Vielfalt auf. Die Gemeinden Salching und Aiterhofen erhielten eine entsprechende Auszeichnung.

## Austrocknung 2022
Im Oktober 2022 berichtet die Heimatpresse von einer bereits mehrere Wochen andauernden Austrocknung des Flussbetts bei Ittling am Unterlauf des Flusses.